# Sebastes paucispinis
Sebastes paucispinis är en fiskart som beskrevs av William Orville Ayres, 1854. Sebastes paucispinis ingår i släktet Sebastes och familjen kungsfiskar. IUCN kategoriserar arten globalt som akut hotad. Inga underarter finns listade i Catalogue of Life.